# Другий Кримський крайовий уряд
Другий Кримський крайовий уряд — уряд в Криму, що існував з 15 листопада 1918 до квітня 1919. Головою уряду був Соломон Крим.

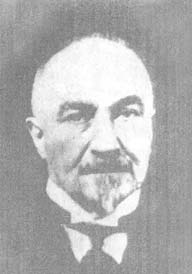
Соломон Крим

Революційні події в Німеччині змусили німецьке командування вивести свої війська за межі України. Після відходу німців уряд С. Сулькевича став втрачати вплив. Після майже місячної боротьби С. Сулькевич 14 листопада 1918 р. подав у відставку.
15 листопада на з'їзді представників міст, повітів та волосних земств був сформований новий (другий) склад Кримського крайового уряду на чолі з Соломоном Кримом (голова Ради міністрів, міністр землеробства й крайового майна).
В його склад увійшли:
- М. Богданов — міністр внутрішніх справ;
- Адмірал В. Канін — морський міністр;
- Генерал М. Бутчик — військовий міністр;
- В. Набоков — міністр юстиції;
- М. Винавер — міністр зовнішніх справ;
- Бобровський Петро Семенович — міністр праці, крайовий секретар і контролер, виконувач обов'язків керівника справами Ради міністрів;
- О. Барт — міністр фінансів;
- О. Стевен — міністр продовольства, торгівлі і промисловості, виконувач обов'язків міністра шляхів сполучення, пошти, телеграфів і громадської роботи;
- Ніконов Сергій Андрійович — міністр народної освіти і віросповідань, голова медичної ради при міністерстві внутрішніх справ;
- М. Колишкевич — керівник крайовою канцелярією.[1]

Уряд спирався на силу Добровольчої армії, в Криму був проголошений військовий призов до її лав. В Крим вводилися частини Добровольчої армії. За угодою з урядом вони не повинні були втручатися у внутрішнє життя півострова. Проте було багато неузгоджених з урядом дій (наприклад, арешти, що проводила Добрармія в Криму), а також випадків неконтрольованої поведінки білих військовослужбовців з актами залякування, пограбуваннями або навіть вбивствами. Так, білими офіцерами були вбиті представники буржуазії Гужон та Тітов, а також багато учасників опозиційного профспілкового чи соціалістичного руху. Особливих розмірів новий терор отримав в Ялті. Крайовий уряд не втручався в терор білої армії та не проголосив жодного засудження таким діям.
Уряд відкинув курс на самостійність півострова, що проводив перший крайовий уряд, своїм завданням вважав зближення з усіма державними організаціями, які прагнули до «возз'єднання єдиної Росії», відбудови органів «громадського самоврядування» та переобрання їх згідно з законами Тимчасового уряду, скликання Кримського крайового сейму, проведення рішучої боротьби з більшовизмом з метою припинення зростання його впливу на маси.
Уряд С. Крима, в складі якого були чотири кадети, есер та меншовик, провів деякі заходи для поліпшення становища населення півострова. Було видано розпорядження про дозвіл діяльності профспілок, створено комісію з питань праці. Відмінена цензура друку, недемократичний цензовий принцип виборів до місцевої влади. В грудні 1918 р. ухвалено рішення про повернення мешканцям Криму грошей, вилучених більшовиками у вигляді контрибуцій. Розглядались заходи щодо компенсації збитків, які були у власників заводів та фабрик. Було відновлено обіг цінних паперів.
За підтримки уряду продовжував розвиватися Таврійський університет, який був відкритий ще при уряді Сулькевича, але за особистої підтримки Соломона Крима.
Проте, економічна ситуація гіршала, розпочалася катастрофічна інфляція. Цьому сприяла також відміна державних цін на закупівлю хліба, що була введена урядом Сулькевича. Почався випуск нових грошей. Одночасно з ними в обігу були різноманітні грошові одиниці: «романівки», «керенки», донські паперові гроші — «дзвоники», українські карбованці, німецькі марки, французькі франки, англійські фунти, американські долари, купони від різних процентних паперів, позик, лотерейні квитки (надруковані урядом С. Крима) та ін. Почали закриватися підприємства (знову не працював Севморзавод), зростало безробіття — все це спричинило збільшення популярності більшовицьких поглядів серед населення. З лютого 1919 уряд через складне революційне становище був вимушений відійти від демократії. Знову введена цензура, а у опозиційних організацій проводяться обшуки.
Одразу ж після скасування Брестського миру Москва розпочала надсилати до Криму агітаторів і організовувати партизанські загони. Був створений підпільний обласний революційний комітет для підготовки збройного повстання. Наприкінці 1918 — початку 1919 р. партизанські загони виникли майже в усіх кримських містах. З ними боролися війська Добровольчої армії та Антанти.
Наприкінці березня — початку квітня 1919 р. більшовицькі війська підступили до Криму. 4 квітня вони захопили Перекоп, 11 квітня — Сімферополь та Євпаторію, 13 квітня — Бахчисарай та Ялту. Севастополь взято 29 квітня. У травні була проголошена Кримська Соціалістична Радянська Республіка (що проіснувала тільки 75 днів).

## Десант військ Антанти в Криму
26 листопада ескадра з 22-х французьких, англійських кораблів, грецьких та італійських кораблів приходить до Севастополя. Залишились тут переважно французькі та грецькі кораблі, бо згідно з домовленістю англійською зоною був Кавказ. Базою союзників став Севастополь, невеликі загони базувались в Євпаторії, Ялті, Феодосії та Керчі. Уряд Криму прохав розмістити війська Антанти ще на Перекопі, але лише в березні 1919, коли було вже пізно, кілька тисяч грецьких солдат перекинули туди. Кількість французьких та грецьких солдат до березня 1919 становила більше 20 тисяч.
Головною задачею військ Антанти була охорона важливих об'єктів та патрулювання проблемних територій (робітники, серед яких сильні були більшовицькі симпатії, чинили опір іноземним військам: відмовлялись ремонтувати їх кораблі, частими були збройні напади на іноземних військових). Було проведено кілька успішних операцій з піймання більшовицьких партизан.
7 боєздатних кораблів колишнього флоту Росії, а також частину берегової зброї союзники прибрали собі.
Під час наступу більшовиків в квітні 1919 війська Антанти не змогли протистояти їм. Після взяття Перекопу французькі війська почали вирушати з Криму. В рядах французьких солдат був невисокий бойовий дух, оскільки вони не хотіли воювати на чужих землях. Коли 15 квітня Червона армія підійшла до Севастополя, французькі війська відмовилися чинити опір, а на трьох французьких кораблях («Мірабо», «Жан Маре», «Франс») були підняті червоні прапори. Повсталих французьких моряків обстріляли грецькі війська, але, придушивши повстання всередині військ Антанти, не було вже і речі про те, щоби чинити опір більшовикам. 29 квітня 1919 останні кораблі Антанти покинули Севастополь. Як і німці, при відступу французи пограбували місцеве населення.